# Curling az 1932. évi téli olimpiai játékokon
Az 1932. évi téli olimpiai játékokon a curling bemutató sportágként szerepelt a téli olimpia programjában. Ezt követően csak 56 év múlva, 1988-ban került be a programba bemutatóként, majd 1998-ban hivatalosan is.
Négy-négy amerikai és kanadai állam csapata vett részt a tornán. A mérkőzéseket február 4-én és 5-én rendezték. Az első három helyen kanadai csapatok végeztek.

## Éremtáblázat
| Az 1932. évi téli olimpiai játékok éremtáblázata curlingben | Az 1932. évi téli olimpiai játékok éremtáblázata curlingben | Az 1932. évi téli olimpiai játékok éremtáblázata curlingben | Az 1932. évi téli olimpiai játékok éremtáblázata curlingben | Az 1932. évi téli olimpiai játékok éremtáblázata curlingben | Olimpia  |
|                                                             | Nemzet                                                      | Arany                                                       | Ezüst                                                       | Bronz                                                       | Összesen |
| 1.                                                          | Kanada (CAN)                                                | 1                                                           | 1                                                           | 1                                                           | 3        |
|                                                             |                                                             |                                                             |                                                             |                                                             |          |
| Összesen                                                    | Összesen                                                    | 1                                                           | 1                                                           | 1                                                           | 3        |

## Érmesek
| Az 1932. évi téli olimpiai játékok érmesei curlingben                    | Az 1932. évi téli olimpiai játékok érmesei curlingben                    | Az 1932. évi téli olimpiai játékok érmesei curlingben               | Az 1932. évi téli olimpiai játékok érmesei curlingben |
| ------------------------------------------------------------------------ | ------------------------------------------------------------------------ | ------------------------------------------------------------------- | ----------------------------------------------------- |
| Arany                                                                    | Ezüst                                                                    | Bronz                                                               |                                                       |
| Kanada (CAN)                                                             | Kanada (CAN)                                                             | Kanada (CAN)                                                        |                                                       |
| Manitoba William H. Burns James L. Bowman Robert B. Pow Errick F. Willis | Ontario E.F. George Frank P. McDonald Archibald Lockhart Russell G. Hall | Quebec William Brown T. Howard Stewart John Leonard Albert Maclaren |                                                       |

## Végeredmény
| Helyezés | Csapat           | Gy | V | P+ | P– |
| -------- | ---------------- | -- | - | -- | -- |
| Arany    | Manitoba         | 4  | 0 | 71 | 45 |
| Ezüst    | Ontario          | 3  | 1 | 74 | 36 |
| Bronz    | Québec           | 3  | 1 | 57 | 46 |
| 4.       | Connecticut      | 2  | 2 | 58 | 55 |
| 5.       | Northern Ontario | 2  | 2 | 61 | 56 |
| 6.       | Massachusetts    | 1  | 3 | 38 | 77 |
| 7.       | New York         | 1  | 3 | 51 | 54 |
| 8.       | Michigan         | 0  | 4 | 36 | 77 |